# مونشتر (تیرول)
مونشتر (به آلمانی: Münster) یک منطقهٔ مسکونی در اتریش است که در ناحیه کوفستاین واقع شده‌است. مونشتر ۲۷٫۸۲ کیلومتر مربع مساحت دارد ۵۳۴ متر بالاتر از سطح دریا واقع شده‌است.